# Anette Hoffmann
Anette Hoffmann-Møberg (født 5. maj 1971 i Egvad) er en tidligere dansk landsholdsspiller i håndbold.
Anette Hoffmann spillede i Viborg HK det meste af karrieren, og hun spillede venstre fløj. Hun var en fast del af det hold der blev europamestre i 1994 og 1996, vandt VM i 1997 og ikke mindst OL i 1996 og 2000.
Hun regnes som en af dansk håndbolds bedste spillere nogensinde.

## OL-medaljer
- 1996:  Guld
- 2000:  Guld